# Gölen (Ronneby socken, Blekinge)
Gölen är en sjö i Ronneby kommun i Blekinge och ingår i Nättrabyån-Ronnebyåns kustområde.